# Marguerite Callet-Carcano
Marguerite Callet-Carcano (Milaan, 1878) was een Italiaans-Belgische graficus.
Ze maakte boekillustraties en ex librissen. Zo illustreerde ze Egmont. Drame en Savonarole. Drame van Iwan Gilkin (1926), Les Chimères van Georges Rency (1928), René van François-René Chateaubriand en een heruitgave van Adolphe van Benjamin Constant. Zij gebruikte hierbij, naast de techniek van de houtsnede, ook de techniek van de linosnede.
Ze sneed het portret van Charles De Coster voor boek "La vie et le rêve" (Ed. du Hibou 1927).
Ze maakte ook vrije etsen.

## Musea
- Oostende, Mu.ZEE (Kunstmuseum aan Zee)